# Solar do Berquó
O Solar do Berquó, também chamado de Casa Berquó ou Palacete Berquó, é uma construção do século XVII localizado no sopé de uma das ladeiras que conduz à Baixa do Sapateiros, na antiga Rua da Vala, na cidade de Salvador (BA). Foi tombado devido a sua importância histórica, e atualmente abriga a superintendência do IPHAN/BA.

## Histórico

### Fundação
O Solar foi construído em 1691 para José Alves Lima. A partir de 1760, servindo como residência para Francisco Antônio Berquó da Silveira, o Ouvidor do Crime, responsável pelos assuntos judiciais da cidade em meados do século XVIII.
Durante as lutas da independência baiana, serviu de quartel para as tropas portuguesas e como residência para o general Madeira de Melo. No ano de 1824, Felisberto Gomes Caldeira, comandante das tropas da província, foi assassinado pelos seus próprios soldados durante uma rebelião ocorrida no local.
A partir de 1855, serviu como sede do Colégio São Salvador por quase 100 anos mas acabou em ruínas após o seu fechamento sendo transferida em 1980 pela família Tourinho para a prefeitura de Salvador.

### Atualidade
Atualmente abriga a sede do IPHAN/BA e a Casa do Patrimônio em Salvador.

## Arquitetura
O solar Berquó é um dos mais representativos exemplares de casa nobre dos séculos XVII e XVIII no Brasil. A casa desenvolve-se em torno de um pátio e escadaria central, característica comum das casas ricas do século XVIII, uma influência tardia dos palácios renascentistas. Sua estrutura foi construída em alvenaria de pedra e cal e apresenta planta quadrangular. Possui dois pavimentos, um pátio interno, subsolo e sótão. O acesso principal se faz por meio de um portal em arenito, que tem alizares de orelha com ressaltos nos cantos, encimado por frontão curvo partido. No primeiro pavimento existe três salões que apresentam balcões sobre a rua e tetos agamelados. Apresenta portas almofadadas e painéis decorativos em azulejo do século XVII do tipo tapete, e silhar com florão central do tipo camélia, limitado por barras.
|  |  |  |  |